# Universitat de Northúmbria
La Universitat de Northuúmbria, oficialment University of Northumbria at Newcastle, és una universitat localitzada a Newcastle upon Tyne al Nord-Est d'Anglaterra. Va ser establerta com a nova universitat el 1992. És membre de l'Aliança Universitària i la segona universitat de Newcastle.

## Història
La Universitat de Northúmbria té els seus orígens en tres universitats regionals: La Universitat Rutherford de Tecnologia, establerta per John Hunter Rutherford el 1880 i inaugurada pel Duc de York el 1894, la Universitat d'Art & Disseny Industrial i la Universitat Municipal de Comerç.

### Newcastle Polytechnic
El 1969, aquestes tres institucions van donar forma al Newcastle Polytechnic. El Polytechnic esdevenia un important centre regional per la formació de mestres amb la incorporació de la City College of Education el 1974, i la Northern Counties College of Educaction el 1976.

### Universitat
El 1992, el Newcastle Polytechnic va ser convertit en universitat durant el procés de creació de noves universitats al Regne Unit. El 1995, li va ser transferida la responsabilitat per l'educació de salut, pel National Health Service.